# Kia Sonet
Kia Sonet là dòng xe SUV crossover cỡ nhỏ được sản xuất bởi Kia từ năm 2020. Dòng xe đã được tiếp thị ở các thị trường mới nổi bao gồm Ấn Độ, Indonesia, Nam Phi, Việt Nam, Trung Đông và một số quốc gia Mỹ Latinh.

## Doanh số
| Năm  | Ấn Độ  | Nam Phi | Việt Nam | Indonesia | Colombia | Saudi Arabia | United Arab Emirates |
| ---- | ------ | ------- | -------- | --------- | -------- | ------------ | -------------------- |
| 2020 | 38,363 |         |          |           |          |              |                      |
| 2021 | 79,289 | 2,471   | 1,729    | 2,321     | 319      | 1,411        |                      |
| 2022 | 86,251 | 3,319   | 9,446    | 1,388     | 1,502    | 2,695        | 307                  |
| 2023 | 79,776 | 6,511   | 11,366   | 661       | 1,633    | 1,158        | 398                  |
| 2024 |        |         | 7,313    |           |          |              |                      |